# Шазе сир Аргос
Шазе сир Аргос (фр. Chazé-sur-Argos) насеље је и општина у западној Француској у региону Лоара, у департману Мен и Лоара која припада префектури Сегре.
По подацима из 2011. године у општини је живело 1033 становника, а густина насељености је износила 33,52 становника/km². Општина се простире на површини од 30,82 km². Налази се на средњој надморској висини од 32 метара (максималној 83 m, а минималној 27 m).

## Демографија
| 1962. | 1968. | 1975. | 1982. | 1990. | 1999. | 2011. |
| ----- | ----- | ----- | ----- | ----- | ----- | ----- |
| 869   | 967   | 988   | 905   | 854   | 841   | 1.033 |

График промене броја становника у току последњих година